# San Andres (Quezon)
San Andres is een gemeente in de Filipijnse provincie Quezon op het eiland Luzon. Bij de laatste census in 2010 telde de gemeente bijna 34 duizend inwoners.

## Geografie

### Bestuurlijke indeling
San Andres is onderverdeeld in de volgende 7 barangays:
| - Alibihaban - Camflora - Mangero - Pansoy - Poblacion - Tala - Talisay |

## Demografie
San Andres had bij de census van 2010 een inwoneraantal van 33.586 mensen. Dit waren 4.370 mensen (15,0%) meer dan bij de vorige census van 2007. Ten opzichte van de census van 2000 was het aantal inwoners gegroeid met 6.402 mensen (23,6%). De gemiddelde jaarlijkse groei in die periode kwam daarmee uit op 2,14%, hetgeen hoger was dan het landelijk jaarlijks gemiddelde over deze periode (1,90%).

De bevolkingsdichtheid van San Andres was ten tijde van de laatste census, met 33.586 inwoners op 60,99 km², 550,7 mensen per km².